# Giovanni Ballestra
Pour les articles homonymes, voir Ballestra.

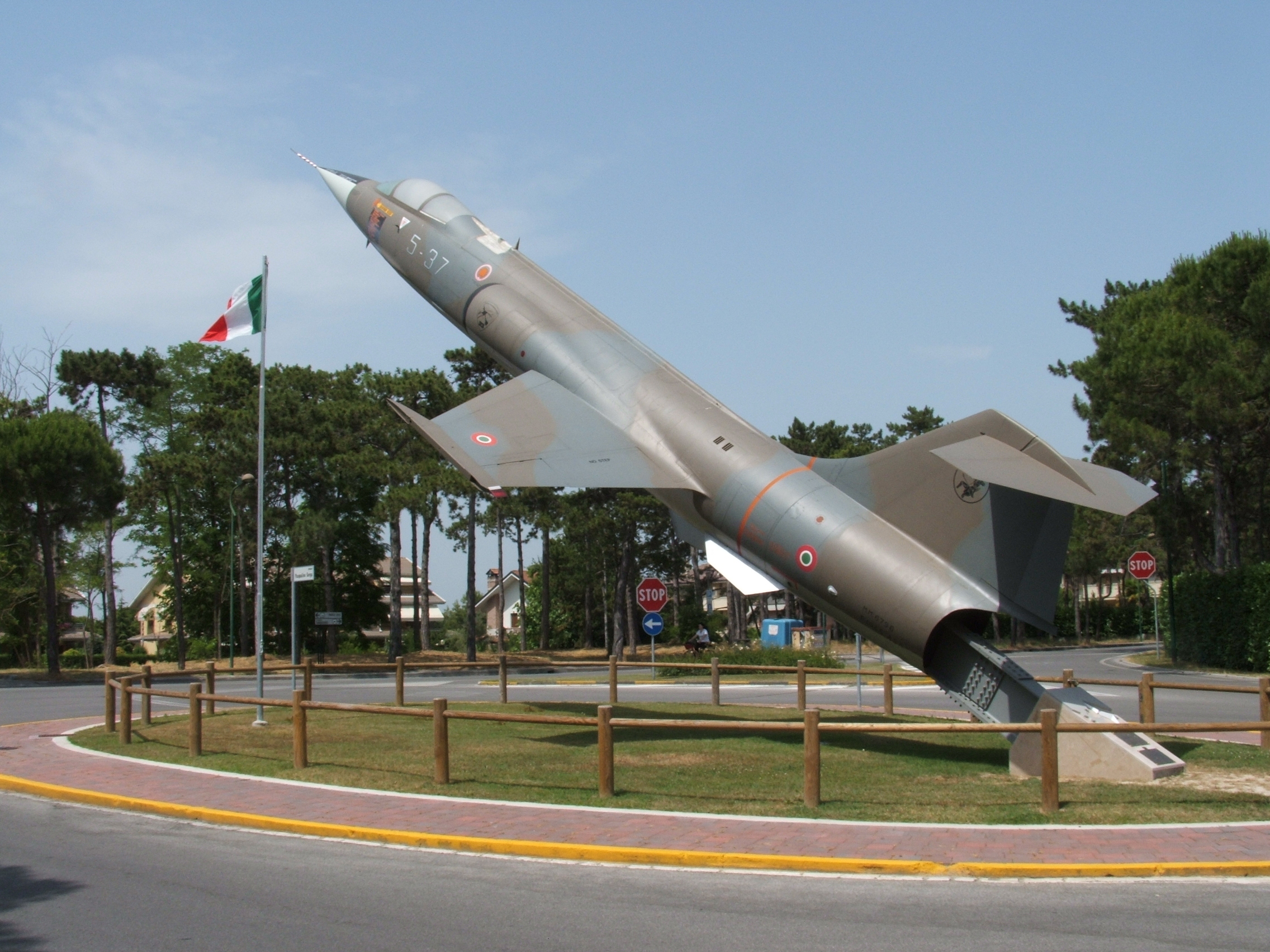
Le F-104 Starfighter.

Giovanni Ballestra, né le 20 avril 1949 à Imperia et mort le 18 janvier 1979, est un aviateur italien, capitaine et pilote de chasse du F-104 Starfighter.

## Biographie
Giovanni Ballestra fréquente l’Institut Avogadro de Turin où il obtient son diplôme, et en 1949, il réussit le concours d’entrée à l’Académie aéronautique de Pouzzoles près de Naples. Après  une période de perfectionnement à l’école de pilote de Lecce sur des MB-326, en 1975, il est nommé au 21e groupe de Cameri à Grossetto, où il est habilité à piloter des supersoniques. Dès lors, il devient opérationnel dans des missions de défense et de surveillance aérienne.
Le matin du 18 janvier 1979 et avec plus de 1 700 heures de vol, il décolle de sa base, en remplacement d’un collègue, pour une habituelle mission de surveillance au-dessus du territoire. Au cours du vol, un réacteur prend feu, et son F-104 perd rapidement de l’altitude au-dessus d’une zone à forte densité urbaine. Avec un sens élevé du devoir, il ne s’éjecte pas du cockpit, et pour éviter de nombreuses victimes parmi la population, il dirige son avion en feu, loin de toutes habitations.
Il s’écrase, et meurt dans l’impact avec le sol, dans un champ de Castelletto di Branduzzo dans la banlieue de Pavie. 
Les habitants de la province de Pavie reconnaissants de son courage et de son héroïsme lui offrent une stèle à l’endroit de la chute, et une rue à Imperia, sur la rive droite du torrent Prino, rappelle son souvenir.